# Patrimoni dell'umanità del Sudafrica
I patrimoni dell'umanità del Sudafrica sono i siti dichiarati dall'UNESCO come patrimonio dell'umanità in Sudafrica, che è divenuto parte contraente della Convenzione sul patrimonio dell'umanità il 10 luglio 1997.
Al 2024 i siti iscritti nella Lista dei patrimoni dell'umanità sono dodici, mentre non ci sono candidature per ulteriori iscrizioni. I primi tre siti iscritti nella lista sono stati nel 1999 i siti di ominidi fossili del Sudafrica, il parco della zona umida di iSimangaliso e Robben Island, durante la ventitreesima sessione del comitato del patrimonio mondiale. Gli altri siti furono aggiunti nel 2000, 2003, 2004, 2005, 2007, 2017, 2018 e 2024 (due). Sette siti sono considerati culturali, secondo i criteri di selezione, quattro naturali e uno misto; due sono parte di siti transnazionali.

## Siti del Patrimonio mondiale
| Foto | Sito                                                                                         | Luogo | Tipo                             | Anno        | Descrizione |
| ---- | -------------------------------------------------------------------------------------------- | --- | -------------------------------- | ----------- | --- |
|      | Parco della zona umida di iSimangaliso (– Parco nazionale di Maputo)                         | Municipalità distrettuale di Umkhanyakude (condiviso con Mozambico)                                                                                    | Naturale (914; vii, ix, x)       | 1999(-2025) | Il Parco della zona umida di iSimangaliso – Parco nazionale di Maputo è un'estensione transfrontaliera del Parco della zona umida di iSimangaliso del Sudafrica, iscritto nel 1999. Comprende ecosistemi terrestri, costieri e marini e ospita quasi 5 000 specie. Il sito integra i valori di conservazione di iSimangaliso, rafforzando la tutela della biodiversità nell'ecoregione del Maputaland. Presenta habitat diversificati, tra cui laghi, lagune, mangrovie e barriere coralline. Il parco si trova all'interno dell'hotspot Maputaland-Pondoland-Albany, che riflette un elevato endemismo e processi naturali in corso, e sottolinea una cooperazione regionale di lunga data per la conservazione. |
|      | Siti di ominidi fossili del Sudafrica                                                        | Mokopane, Municipalità locale di Mogale City, Taung | Culturale (915; iii, vi)         | 1999-2005   | Il Sito del fossile di teschio di Taung, parte dell'ampliamento del sito iscritto nel 1999, è il luogo dove nel 1924 è stato ritrovato il celebre Teschio di Taung – un esemplare della specie Australopithecus africanus. La valle di Makapan, anch'essa nel sito, presenta nelle sue numerose grotte archeologiche tracce di occupazione ed evoluzione umana risalenti a circa 3,3 milioni di anni fa. L'area contiene elementi essenziali che definiscono l'origine e l'evoluzione dell'umanità. I fossili rinvenuti hanno consentito l'identificazione di diversi esemplari dei primi ominidi, in particolare di Paranthropus, risalenti a un periodo compreso tra 4,5 milioni e 2,5 milioni di anni, nonché prove dell'addomesticamento del fuoco da 1,8 milioni a 1 milione di anni fa. |
|      | Robben Island                                                                                | Città del Capo | Culturale (916; iii, vi)         | 1999        | Robben Island è stata utilizzata in vari momenti tra il XVII e il XX secolo come prigione, ospedale per gruppi socialmente inaccettabili e base militare. I suoi edifici, in particolare quelli di fine '900 come il carcere di massima sicurezza per i prigionieri politici, testimoniano il trionfo della democrazia e della libertà sull'oppressione e sul razzismo. |
|      | Parco Maloti-Drakensberg                                                                     | Municipalità distrettuale di Harry Gwala, Municipalità distrettuale di Umgungundlovu, Municipalità distrettuale di Uthukela (condiviso con il Lesotho) | Misto (985; i, iii, vii, x)      | 2000(-2013) | Il Parco Maloti-Drakensberg è una proprietà transnazionale composta dal Parco nazionale di uKhahlamba Drakensberg in Sudafrica e dal Parco nazionale di Sehlabathebe in Lesotho. Il sito ha un'eccezionale bellezza naturale grazie ai suoi alti contrafforti basaltici, spettacolari spaccature e bastioni di arenaria dorata, nonché archi scolpiti visivamente impressionanti, grotte, falesie, pilastri e pozze rocciose. La diversità degli habitat del sito protegge un alto livello di piante endemiche importanti a livello globale. Il sito ospita specie in via di estinzione come l'avvoltoio del Capo (Gyps coprotheres) e l'avvoltoio barbuto (Gypaetus barbatus). Questo spettacolare sito naturale contiene molte grotte e ripari rocciosi con il più grande e concentrato gruppo di dipinti dell'Africa sub-sahariana: rappresentano la vita spirituale del popolo San, che ha vissuto in questa zona per un periodo di 4000 anni. |
|      | Paesaggio culturale di Mapungubwe                                                            | Municipalità locale di Musina | Culturale (1099; ii, iii, iv, v) | 2003        | Mapungubwe si trova presso il confine settentrionale del Sudafrica con lo Zimbabwe e il Botswana. È un paesaggio aperto ed esteso della savana alla confluenza dei fiumi Limpopo e Shashe. Mapungubwe si sviluppò nel più grande regno del subcontinente prima di essere abbandonato nel XIV secolo. Ciò che sopravvive sono i resti quasi intatti dei siti del palazzo e anche l'intera area di insediamento da essi dipendente, nonché due precedenti siti di capitali. Il complesso presenta un quadro impareggiabile dello sviluppo delle strutture sociali e politiche nel corso di circa 400 anni. |
|      | Aree protette della regione floristica del Capo                                              | Provincia del Capo Occidentale, Provincia del Capo Orientale                                                                                           | Naturale (1007; ix, x)           | 2004-2015   | Iscritto nella Lista del Patrimonio mondiale nel 2004, il sito è uno dei grandi centri mondiali di biodiversità terrestre. Dopo l'estensione del 2015 comprende parchi nazionali, riserve naturali, aree selvagge, foreste demaniali e bacini idrografici montani. Questi elementi aggiungono un numero significativo di specie endemiche associate alla vegetazione del Fynbos, un arbusto sclerofillo dalle foglie fini adattato sia al clima mediterraneo che agli incendi periodici, che è unico nella regione floristica del Capo. |
|      | Cratere di Vredefort                                                                         | Municipalità locale di JB Marks, Municipalità locale di Ngwathe                                                                                        | Naturale (1162; viii)            | 2005        | Vredefort Dome è una parte rappresentativa di una più grande struttura di impatto di meteoriti, o astroblema. Risalente a 2 023 milioni di anni fa, è il più antico astroblema mai trovato sulla Terra; con un raggio di 190 km, è anche il più grande e il più profondamente eroso. Vredefort Dome testimonia il più grande evento singolo di rilascio di energia al mondo, che ha avuto effetti globali devastanti tra cui, secondo alcuni scienziati, importanti cambiamenti evolutivi. Fornisce prove fondamentali della storia geologica della Terra ed è essenziale per comprendere l'evoluzione del pianeta. Vredefort è l'unico esempio a fornire un profilo geologico completo di un astroblema sotto il fondo del cratere. |
|      | Paesaggio culturale e botanico del Richtersveld                                              | Municipalità locale di Richtersveld | Culturale (1265; iv, v)          | 2007        | I 160 000 ettari di paesaggio culturale e botanico del Richtersveld, uno spettacolare deserto montuoso nel nord-ovest del Sudafrica, costituiscono un paesaggio culturale di proprietà e gestione comunitaria. Questo sito sostiene il sostentamento pastorale semi-nomade del popolo Nama, riflettendo modelli stagionali che potrebbero essere persistiti per ben due millenni nell'Africa meridionale. È l'unica area in cui i Nama costruiscono ancora case portatili di stuoie di giunco (haru om) e comprende migrazioni stagionali e pascoli, insieme a postazioni per il bestiame. I pastori raccolgono piante medicinali e di altro tipo e hanno una forte tradizione orale associata a diversi luoghi e attributi del paesaggio. |
|      | Paesaggio culturale dei ǂKhomani                                                             | Municipalità locale di Mier | Culturale (1545; v, vi)          | 2017        | Il paesaggio culturale dei ǂKhomani si trova al confine con il Botswana e la Namibia nella parte settentrionale del paese e coincide con il Parco nazionale del Kalahari Gemsbok. La grande distesa di sabbia contiene prove dell'occupazione umana dall'età della pietra ad oggi ed è associata alla cultura dell'ex popolo nomade dei San ǂKhomani e alle strategie che hanno permesso loro di adattarsi alle dure condizioni del deserto. Hanno sviluppato una specifica conoscenza etnobotanica, pratiche culturali e una visione del mondo legata alle caratteristiche geografiche del loro ambiente. Il paesaggio culturale dei ǂKhomani testimonia lo stile di vita che ha prevalso nella regione e ha plasmato il sito nel corso di migliaia di anni. |
|      | Montagne di Barberton Makhonjwa                                                              | Municipalità locale di Albert Luthuli, Municipalità locale di Umjindi                                                                                  | Naturale (1575; viii)            | 2018        | Situate nel nord-est del Sudafrica, le montagne di Barberton Makhonjwa comprendono il 40% della cintura di rocce verdi di Barberton, una delle strutture geologiche più antiche del mondo. Il sito rappresenta la successione meglio conservata di rocce vulcaniche e sedimentarie risalenti a un periodo compreso tra 3,6 e 3,25 miliardi di anni e costituisce un archivio diversificato di informazioni sulle condizioni della superficie, gli impatti dei meteoriti, il vulcanismo, i processi di formazione dei continenti e l'ambiente della vita primitiva. |
|      | Emersione del comportamento umano moderno: siti di occupazione del Pleistocene del Sudafrica | Elandsbaai, Mossel Bay, oThongathi | Culturale (1723; iii, iv, v)     | 2024        | Questo sito seriale contribuisce alla comprensione dell'origine degli esseri umani comportamentalmente moderni, delle loro capacità e culture cognitive e delle transizioni climatiche a cui sono sopravvissuti. È composto da tre siti archeologici dispersi, Diepkloof Rock Shelter, il complesso del sito di Pinnacle Point e la Grotta di Sibudu, situati nelle province del Capo Occidentale e del KwaZulu-Natal. Questi siti forniscono la documentazione più varia e meglio conservata conosciuta dello sviluppo del comportamento umano moderno, che risale fino a 162 000 anni fa. Il pensiero simbolico e le tecnologie avanzate sono esemplificati da prove di lavorazione dell'ocra, motivi incisi, perline decorative, gusci d'uovo decorati, armi a proiettili avanzate e tecniche per la fabbricazione di utensili e microliti. |
|      | Diritti umani, liberazione e riconciliazione: siti dell'eredità di Nelson Mandela            | 14 componenti | Culturale (1676; vi)             | 2024        | Il sito seriale rappresenta l'eredità della lotta sudafricana per i diritti umani, la liberazione e la riconciliazione. Si compone di quattordici parti componenti dislocate in tutto il paese, tutte legate alla storia politica del Sudafrica nel XX secolo. Le parti includono gli Union Buildings (Pretoria), ora sede ufficiale del governo, i siti di Sharpeville, che commemorano il massacro di 69 persone che protestavano contro le ingiuste leggi sui permessi, e The Great Place a Mqhekezweni, un sito simbolico della leadership tradizionale dove Nelson Mandela visse da giovane. Questi luoghi riflettono eventi chiave legati alla lunga lotta contro lo stato dell'apartheid, l'influenza di Mandela nel promuovere la comprensione e il perdono e sistemi di credenze basati su filosofie di antirazzismo, panafricanismo e Ubuntu, un concetto che implica che l'umanità non è esclusivamente radicata in un individuo.       |